# Глушкове Друге
Глу́шкове Друге — село в Україні, у Глобинській міській громаді Кременчуцького району Полтавської області. Населення станом на 1 січня 2011 року становить 35 осіб. До 2020 орган місцевого самоврядування — Заможненська сільська рада.

## Географія
Село розташоване за 2,5 км від правого берега річки Хорол і у межах 2,5 км від сіл Заможне, Глибоке, Майданівка і Глушкове (ліквідоване у 2001 році).

## Історія
12 червня 2020 року, відповідно до розпорядження Кабінету Міністрів України № 721-р «Про визначення адміністративних центрів та затвердження територій територіальних громад Полтавської області», село увійшло до складу Глобинської міської громади.
19 липня 2020 року, в результаті адміністративно - територіальної реформи та ліквідації Глобинського району, село увійшло до складу новоутвореного Кременчуцького району.

## Населення
Населення станом на 1 січня 2011 року становить 35 осіб.
- 2001 — 51
- 2011 — 35

### Мова
Розподіл населення за рідною мовою за даними перепису 2001 року:
| Мова       | Кількість | Відсоток |
| ---------- | --------- | -------- |
| українська | 48        | 94.12%   |
| білоруська | 3         | 5.88%    |
| Усього     | 51        | 100%     |